# Liste von Vertonungen des Ave Maria

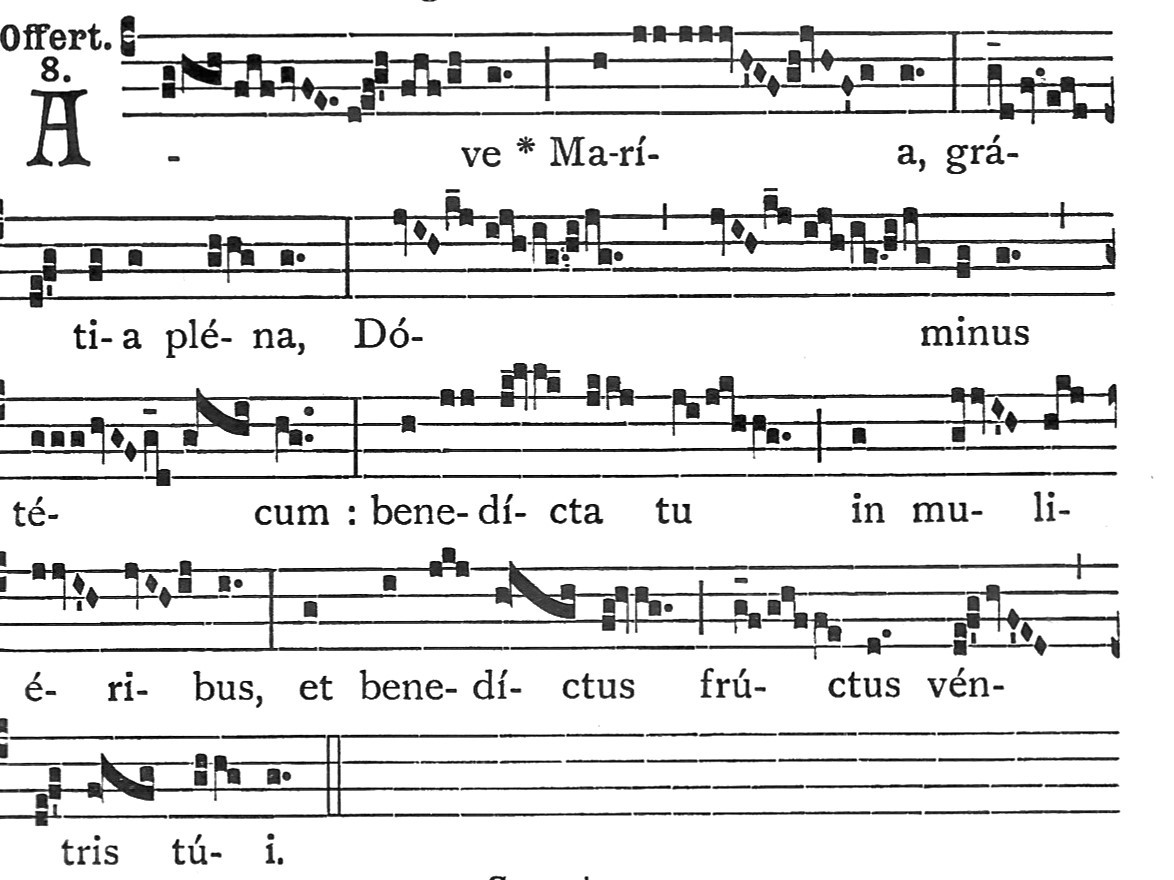
Ave Maria, gregorianisch (Offertorium vom 4. Adventssonntag)

Diese Liste von Vertonungen des Ave Maria umfasst beachtenswerte Kompositionen der Instrumental- und Vokalmusik von überregionaler Bedeutung, geordnet nach Komponisten in alphabetischer Reihenfolge.

## A
- Adolphe Adam (1803–1856)
  - Ave Maria für Sopran, Oboe und Orgel.[1]
  - Ave Maria für Alt und Orgel.[1]
  - Ave Maria Singstimmen (S/A) und Orgel.[1]
- Jehan Alain (1911–1940)
  - Ave Maria für Sopran und Orgel.
- Stefan Antweiler (* 1970)
  - Ave Maria für Sopran und Streichquartett (oder Orgel)[2]
- Jakob Arcadelt (1507–1568)
  - Ave Maria für vierstimmigen Chor SATB (in der Fassung von Pierre-Louis Dietsch)[3]
- Lembit Avesson (1925–2008)
  - Ave Maria op. 77 für Alt / (Sopran) und Klavier.[4]

## B
- Johann Sebastian Bach (1685–1750) / Charles Gounod (1818–1893)
  - Ave Maria für Sopran und Orgel.
- Georges Bizet (1838–1875)
  - Ave Maria.
- Marco Enrico Bossi (1861–1925)
  - Ave Maria op. 50 Nr. 1 für Tenor, Violine und Orgel.[5]
- José Bragato (1915–2017)
  - Ave Maria für Gesang und Klavier.[6]
- Johannes Brahms (1833–1897)
  - Ave Maria op. 12
- Anton Bruckner (1824–1896)
  - Ave Maria für Singstimme und Klavier.[7]
  - Ave Maria, 1856
  - Ave Maria, 1861
  - Ave Maria, 1882

## C
- Giulio Caccini (1551–1618)
  - Ave Maria.
- Peter Cornelius (1824–1874)
  - Ave Maria für Gesang und Klavier.[8]

## D
- Gaetano Donizetti (1797–1848)
  - Ave Maria für Sopran, gem. Chor (SATB) und Orchester.[9]
- Marcel Dupre (1886–1971)
  - Ave Maria op. 9 für Singstimmen und Orgel.[10]

## F
- Gabriel Fauré (1845–1924)
  - Ave Maria op. 93 für 2 Sopranstimmen, Orgel oder Klavier.[11]
- Harald Feller (* 1951)
  - Ave Maria für Sopran (Tenor) und Orgel
- César Franck (1822–1890)
  - Ave Maria für Sopran und Orgel.
  - Ave Maria für Tenor und Orgel

## G
- Adam Gumpelzhaimer (1559–1625)
  - Ave Maria für Sopran solo.[12]
- Gregorianischer Choral
  - Alleluja-Vers[13]
  - Offertorium[14][15]
  - Antiphon[16]

## H
- Anton Heiller (1923–1979)
  - Ave Maria für Sopran und Klavier/Orgel.[17]
  - Ave Maria für Sopran, Violine, Viola.[18]
- Fanny Hensel (1805–1847)
  - Ave Maria.[19]
- Bertold Hummel (1925–2002)
  - Ave Maria für Singstimme und Orgel.[20]

## J
- Leoš Janáček (1854–1928)
  - Ave Maria für Singstimme (S/T), gem. Chor (ad lib.), Violine und Klavier/Orgel.[21]

## L
- Luigi Luzzi (1828–1876)
  - Ave Maria für Singstimme (S/T) und Klavier/Orgel.[22]

## M
- Karl May (1842–1912)
  - Ave Maria für Chor (SATB).[23]
- Felix Mendelssohn Bartholdy (1809–1847)
  - Ave Maria, MWV B 19.[24]

## O
- Johannes Ockeghem (um 1420/1425–1497)
  - Motette Ave Maria gratia plena zu vier Stimmen
- Jacques Offenbach (1819–1880)
  - Ave Maria für Sopransolo und Klavier[25][26].

## P
- Flor Peeters (1903–1986)
  - Ave Maria op. 104d für gleiche Stimmen (S/A oder T/B).[27] youtube.com

## R
- Joseph Gabriel Rheinberger (1839–1901)
  - Ave Maria für Singstimme (S/T) und Orgel.[28] youtube.com aus: Sechs Marianische Hymnen op. 171. 1a.
- Philippe Rombi (* 1968)
  - Ave Maria für Sopransolo und Orchester (komponiert für den Film Merry Christmas)

## S
- Camille Saint-Saëns (1835–1921)
  - Ave Maria.
- Hermann Schroeder (1904–1984)
  - Ave Maria (SATB)
- Robert Stolz (1880–1975)
  - Ave Maria.[29]
- Igor Strawinsky (1882–1971):
  - Ave Maria für gemischten Chor.
- Ludger Stühlmeyer (* 1961)
  - Ave Maria für Gesang solo und Klavier/Orgel.[30]

## T
- Ferdinand Heinrich Thieriot (1838–1919)
  - Ave Maria (SATB).
- Francesco Paolo Tosti (1846–1916)
  - Ave Maria für Bariton und Orchester.[31]

## V
- Heitor Villa-Lobos (1887–1959)
  - Ave Maria für Sopran und Streichquartett.
  - Ave Maria für Sopran & Orgel.

## W
- Rudolf Weinwurm (1835–1911)
  - Ave Maria für Singstimme mit Clavier-, Harmonium- oder Orgelbegleitung.